# Очеретянка вохриста
Очеретянка вохриста (Horornis fortipes) — вид горобцеподібних птахів родини Cettiidae.

## Поширення
Вид поширений на схилах Гімалаїв і в Східній Азії від півночі Пакистану на схід до Тайваню. Природними середовищами існування є субтропічні або тропічні гірські тропічні ліси, ліси помірного поясу, чагарники та насадження.

## Опис
Дрібний птах, 11-12,5 см завдовжки, вагою від 8 до 11,5 г.

## Спосіб життя
Мешкає у густих лісах. Полює на дрібних комах у підліску і на землі.

## Підвиди
- Horornis fortipes davidiana (J. Verreaux, 1870) – центральна, південна та південно-східна частина Китаю, на півночі Лаосу та В'єтнаму;
- Horornis fortipes fortipes (Hodgson, 1845) – від східного Непалу до південного Китаю, Бутану, північного сходу Індії, західної та північної М'янми;
- Horornis fortipes pallida (W. E. Brooks, 1871) – північно-західні Гімалаї (північ Пакистану на захід Непалу);
- Horornis fortipes robustipes (Swinhoe, 1866) – Тайвань.